# Нургалиев, Рашид Гумарович
Раши́д Гума́рович Нургали́ев  (тат. Рәшит Гомәр улы Нургалиев; род. 8 октября 1956, Житикара, Кустанайская область) — российский государственный деятель. Первый заместитель секретаря Совета безопасности Российской Федерации с 6 февраля 2023 года. Заместитель секретаря Совета безопасности Российской Федерации (2012—2023). Министр внутренних дел Российской Федерации (2004—2012). Генерал армии (2005). Заслуженный сотрудник органов внутренних дел Российской Федерации (2006). Полный кавалер ордена «За заслуги перед Отечеством».
Из-за войны на Донбассе и вторжения России на Украину находится под международными санкциями стран Евросоюза, Великобритании, США и ряда других стран.

## Биография
Родился в семье сотрудника системы исполнения наказаний: его отец — Гумар (13.12.1928 — 24.06.2019, по вероисповеданию мусульманин) проходил службу в должности начальника четвёртой «туберкулёзной» колонии УМ 220/4, которая находится в карельском посёлке Верхнем, полковник внутренней службы в отставке. Мать — Шадия Саетовна (02.07.1934 — 28.06.1998). Брат Радик, 1955 года рождения, служил до 42 лет. По национальности — татарин.
В 1974 году окончил среднюю школу карельского поселка Надвоицы. В том же году поступил в Петрозаводский государственный университет, который окончил в 1979 году. При нём обучался на военной кафедре.
С 1979 по 1981 год работал учителем физики в школе карельского посёлка Надвоицы.
С 1981 года — на службе в Комитете государственной безопасности. Проходил службу в КГБ Карельской АССР на должностях оперуполномоченного Калевальского районного отделения КГБ, оперуполномоченного Костомукшского городского отдела КГБ, начальника Медвежьегорского районного отделения КГБ, начальника отдела по борьбе с терроризмом ФСК России Республики Карелия. В 1992—1994 годах начальником Нургалиева был министр безопасности Карелии Николай Патрушев, впоследствии ставший директором ФСБ России.
С 1995 года проходил службу в центральном аппарате Федеральной службы контрразведки Российской Федерации, а затем Федеральной службы безопасности Российской Федерации: главный инспектор Организационно-инспекторского управления, начальник отдела в Управлении собственной безопасности ФСБ России.
С 1998 года — начальник отдела в Главном контрольном управлении президента Российской Федерации.
В 1999 году возвращён в ФСБ России и назначен начальником Управления по борьбе с контрабандой и незаконным оборотом наркотиков Департамента экономической безопасности ФСБ России. С 2000 года — заместитель Директора ФСБ России — начальник Инспекторского управления ФСБ России.
30 июня 2002 года переведён в Министерство внутренних дел Российской Федерации на должность первого заместителя министра внутренних дел Российской Федерации — начальника Службы криминальной милиции МВД России. В этой должности курировал борьбу с наркобизнесом и организованной преступностью. При поддержке Нургалиева в 2003 году в рамках ГУБОПа был образован центр по борьбе с терроризмом.
С 29 декабря 2003 года, после отставки Бориса Грызлова — исполняющий обязанности министра внутренних дел Российской Федерации.
9 марта 2004 года назначен на должность министра внутренних дел Российской Федерации.
В 2004 году опубликовал свою книгу «Министерство внутренних дел. 1902—2002: Исторический очерк».
Генерал армии с 27 декабря 2005 года.
С февраля 2006 года по должности является членом и заместителем председателя Национального антитеррористического комитета Российской Федерации.
В период до 1 марта 2011 года под руководством Нургалиева произошла одна из самых крупных реформ ведомства начиная с 1917 года — милиция сменила название и стала называться полицией.
8 мая 2012 года было принято решение об отставке Нургалиева (сразу после назначения Дмитрия Медведева премьером).
21 мая 2012 года президент России Владимир Путин во время оглашения нового состава правительства объявил о назначении нового министра внутренних дел. Им стал начальник ГУ МВД России по городу Москве Владимир Колокольцев.
«Собеседник» и «Московский Комсомолец» назвали Нургалиева «самым непопулярным министром внутренних дел».
С 22 мая 2012 года — заместитель секретаря Совета Безопасности Российской Федерации. С 6 февраля 2023 года — первый заместитель секретаря Совета безопасности Российской Федерации.
23 июля 2024 года был переназначен на пост  первого заместителя секретаря Совета безопасности Российской Федерации.
7 июня 2017 года Петрозаводским городским Советом присвоено звание «Почётный гражданин города Петрозаводск».
Является кандидатом экономических наук (тема диссертации — «Экономические аспекты формирования предпринимательства в современной России»; научный руководитель член-корреспондент РАН Ф. И. Шамхалов).

## Санкции
Из-за войны на Донбассе 25 июля 2014 года Нургалиев внесён в санкционный список Евросоюза и Монако так как «участвовал в формировании политики российского правительства, угрожающей территориальной целостности, суверенитету и независимости Украины».
6 апреля 2022 года из-за вторжения России на Украину включён в санкционный список США «против России за её зверства в Украине». C 10 мая 2022 года находится под санкциями Японии.
Также, по аналогичным основаниям, находится в санкционных списках Великобритании, Канады, Австралии, Швейцарии, Украины и Новой Зеландии.

## Личная жизнь
Жена Маргарита. Воспитал двоих сыновей, оба стали офицерами. Старший сын Максим окончил военную академию в Москве, младший Рашид — Академию ФСБ России.
Своим любимым городом Нургалиев называет Петрозаводск. С детства увлекается хоккеем. В 2006 году утверждал в интервью, что является вегетарианцем и в питании старается обходиться «орехами, зеленью, овощами и фруктами».

## Награды
- Заслуженный сотрудник органов внутренних дел Российской Федерации (8 октября 2006)[24]
- Орден «За заслуги перед Отечеством» I степени[25]
- Орден «За заслуги перед Отечеством» II степени (2012)[26][27]
- Орден «За заслуги перед Отечеством» III степени (2006)
- Орден «За заслуги перед Отечеством» IV степени (2001)
- Орден Александра Невского[25]
- Орден «За военные заслуги»[25]
- Орден Почёта
- Медаль «В память 1000-летия Казани»
- Медаль «За заслуги в проведении Всероссийской переписи населения»
- Медаль «В память 300-летия Санкт-Петербурга»
- Юбилейная медаль «100 лет Транссибирской магистрали»
- Медаль «За отличие в воинской службе»
- Юбилейная медаль «70 лет Вооружённых Сил СССР»
- Медаль «За безупречную службу» I степени
- Медаль «200 лет Министерству обороны»
- Медаль «За укрепление боевого содружества»
- Медаль «200 лет МВД России» (МВД России)
- Медаль «За воинскую доблесть» (МВД)
- Медаль «За заслуги перед Республикой Карелия» (8 июня 2020) — за заслуги перед Республикой Карелия и её жителями, большой вклад в социально-экономическое развитие республики и активную работу в составе Государственной комиссии по подготовке к празднованию 100-летия образования Республикой Карелия[28]
- Медаль «За заслуги в военном сотрудничестве» (2007, Азербайджан)[29]
- Орден святого благоверного великого князя Димитрия Донского I степени (2005, РПЦ)[30]
- Орден Ахмата Кадырова (2006, Чеченская Республика)[31]
- Почётный гражданин Республики Карелия[32]
- Премия имени Юрия Андропова.
- Почётный гражданин города Петрозаводска (2017)

## В культуре
Одним из своих выступлений Нургалиев породил известный интернет-мем «Нургалиев разрешил». В ноябре 2009 года, во время встречи с курсантами Московского университета МВД, Нургалиев сделал высказывание, которое, в дальнейшем имело широкий общественный резонанс и многократно цитировалось:

«Может ли гражданин дать сдачи милиционеру, который на него напал? Если гражданин не преступник, если он идет спокойно и ничего не нарушает, то да».

Примерно через неделю, в городе Перми пьяный дебошир избил двух вызванных его братом милиционеров, выкрикивая «Нургалиев разрешил», ссылаясь на высказанную ранее позицию Нургалиева. Впоследствии образованный из крика дебошира мем, подразумевающий силовое сопротивление граждан полиции быстро набрал популярность.

## Сочинения
- Нургалиев Р. Г. Министерство внутренних дел: от полиции... к полиции. — М.: Бином. Лаборатория знаний, 2011. — 288 с. — ISBN 978-5-9963-0565-0.
- Нургалиев Р. Г. МВД: вчера, сегодня, завтра. — М.: Бином. Лаборатория знаний, 2010. — 432 с. — ISBN 978-5-9963-0260-4.
- Нургалиев Р. Г. Органы внутренних дел и их роль в обеспечении социально-экономической  безопасности  страны. — М.: Бином. Лаборатория знаний, 2010. — 231 с. — ISBN 978-5-9963-0312-0.
- Нургалиев Р. Г. Основные этапы совершенствования и реформирования МВД России: приоритетные задачи и результаты (по материалам расширенных коллегий МВД России за 2003-2009 годы). — М.: Акад. экон. безопасности, 2010. — 395 с. — ISBN 978-5-93479-085-2.